# Léo Foguete
Léo Foguete, nome artístico de Mayrllon de Castro Souza (Petrolina, 25 de fevereiro de 2004), é um cantor e compositor brasileiro. Tornou-se conhecido em 2024 pela canção "Última Noite", que lançou com Nattan, canção que ocupou o Top 10 do Spotify Brasil, e pelo álbum de estreia Obrigado Deus, que alcançou o primeiro lugar da lista de mais ouvidos também do Spotify Brasil. Conforme a lista Artistas 25, era o nono artista mais popular do Brasil em 2025.

## Biografia
Léo nasceu em Petrolina, Pernambuco, em 25 de fevereiro de 2004. Oriundo de família humilde, ganhou seu primeiro violão aos seis anos depois de ser visto brincando com um de seu tio. Quando adolescente, trabalhou como porteiro, entregador de aplicativo e performista em pequenos bares à noite. Também trabalhou na construção civil como servente de pedreiro e em oficina mecânica com seu pai enquanto também se dedicava a tocar violão. O nome artístico Léo Foguete foi criado pelo próprio cantor e sua equipe, que acreditavam que Mayrllon não seria um nome comercial.

## Carreira
Compôs a canção "Mais Uma Noite", gravada pelo cantor João Gomes. Com o reconhecimento, assinou contrato com a Acertei Produções. Em 2024, foi lançada, pela Sua Música Digital, a canção "Última Noite", parceria de Léo Foguete e Nattan, que chegou ao topo das paradas nas plataformas digitais. No mesmo ano, lançou seu álbum de estreia Obrigado Deus, que chegou ao top 1 do Spotify no Brasil. Em abril, participou da canção de Hugo Henrique, "Terminou Pra Que", lançada no DVD Sonho Ao Vivo de Hugo.

## Discografia
| Título        | Detalhes do álbum                                                                               | Ref.         |
| ------------- | ----------------------------------------------------------------------------------------------- | ------------ |
| Obrigado Deus | - Lançamento: 26 de outubro de 2024 - Formatos: download digital - Gravadora: Acertei Produções | [ 2 ] [ 10 ] |

### Singles

#### Como artista principal
| Ano de lançamento | Título                                             |
| ----------------- | -------------------------------------------------- |
| 2024              | "Atende o Telefone" (com Kaká & Pedrinho)          |
| 2024              | "Última Noite (solo)"                              |
| 2024              | "Inconfiável"                                      |
| 2024              | "Cópia Proibida"                                   |
| 2024              | "A Distância Tá Maltratando" (com Kaká & Pedrinho) |
| 2024              | "Cabelo de Sol" (com Kaká & Pedrinho)              |
| 2025              | "Quem de Nós Dois"                                 |
| 2025              | "É Hit" (com Felipe Amorim)                        |

#### Como artista convidado
| Ano de lançamento | Título                                                             |
| ----------------- | ------------------------------------------------------------------ |
| 2024              | "Última Noite" (Nattan ft. Léo Foguete)                            |
| 2024              | "Um Palmo" (Luan Pereira ft. Léo Foguete)                          |
| 2024              | "Sem Você" (Ana Castela ft. Léo Foguete)                           |
| 2024              | "Obrigado, Deus" (Léo Foguete e vários artistas)                   |
| 2025              | "Qualidade de Vida" (Zé Vaqueiro ft. Léo Foguete)                  |
| 2025              | "Eu Vou Te Deixar Ir" (Manu Bahtidão ft. Léo Foguete)              |
| 2025              | "À Moda Antiga" (Breno Ferreira ft. Léo Foguete e Alexandre Pires) |
| 2025              | "Terminou Pra Que" (Hugo Henrique ft. Léo Foguete)                 |